# Remo Giazotto
Remo Giazotto (Roma, 4 settembre 1910 – Pisa, 26 agosto 1998) è stato un musicologo, compositore e biografo italiano.

## Biografia
Giazotto è famoso soprattutto per il catalogo sistematico delle opere di Tomaso Albinoni e ancora di più, per il celebre Adagio in sol minore. Quest'ultimo, noto erroneamente anche come Adagio di Albinoni, è una composizione musicale in stile barocco pubblicata nel 1958 da Giazotto come opera di Albinoni. Successivamente, Giazotto dichiarò di aver composto il brano basandosi solo sui bassi e su sei frammenti di melodia trovati a Dresda nel 1935 (e poi dispersi durante la seconda guerra mondiale).
Giazotto scrisse molte biografie di musicisti, tra cui quella dello stesso Albinoni e quelle di Vivaldi, Giacomo Puccini e Ferruccio Busoni.
Dal 1932 lavorò come critico musicale della Rivista Musicale Italiana. Collaborò anche con la rivista della casa Ricordi Musica d'oggi, per la quale scrisse nel 1940 un articolo di stampo marcatamente politico.
Allontanatosi dal fascismo ed avvicinatosi alla Resistenza dopo il 1943, nel 1945 divenne editore della Rivista Musicale Italiana sino al 1949.
Nel 1949 divenne direttore dei programmi di musica da camera della RAI (Radio Audizioni Italiane) e nel 1966 direttore dei programmi internazionali organizzati mediante l'Unione europea di radiodiffusione.
Nel 1967 divenne condirettore della Nuova rivista musicale italiana. Fu inoltre professore di storia della musica all'Università di Firenze dal 1957 al 1969 e nel 1962 all'Accademia Nazionale di Santa Cecilia.
Nel 1976 curò la revisione e l'elaborazione de Il Pianto e il Riso delle Quattro Stagioni dell'Anno, oratorio a 4 voci musicato da Benedetto Marcello nel 1731.
Criticato da qualche studioso di musica barocca, è stato accusato di aver introdotto nei suoi studi musicologici vivaldiani delle vere e proprie falsificazioni. In particolare, Fabrizio Della Seta ha smentito un presunto processo a carico di Vivaldi da parte della famiglia patrizia dei Marcello riguardo al Teatro S. Angelo, mentre Eleanor Selfridge-Field ha messo in dubbio l'esistenza di un non faccio fede da parte di un censore per la rappresentazione dell' Arsilda, regina di Ponto.

## Vita privata
Remo Giazotto era padre del fisico Adalberto Giazotto.

## Pubblicazioni
- Il melodramma a Genova nei secoli XVII e XVIII (Genova, 1941)
- Tomaso Albinoni, 'musico violino dilettante veneto' (1671-1750) (Milano, 1945)
- Busoni: la vita nell opera (Milano, 1947)
- La musica a Genova nella vita pubblica e privata dal XIII al XVIII secolo (Genova, 1952)
- Poesia melodrammatica e pensiero critico nel Settecento (Milano, 1952)
- Il Patricio di Hercole Bottrigari dimostrato praticamente da un anonimo cinquecentesco', CHM, i (1953), 97-112
- Harmonici concenti in aere veneto (Roma, 1954)
- La musica italiana a Londra negli anni di Purcell (Roma, 1955)
- Annali mozartiani (Milano, 1956)
- Giovan Battista Viotti (Milano, 1956)
- Musurgia nova (Milano, 1959)
- Vita di Alessandro Stradella (Milano, 1962)
- Vivaldi (Milano, 1965)
- Invito all'ascolto di Vivaldi (Milano, 1984)
- Maria Malibran (1808-1836): una vita nei nomi di Rossini e Bellini (Milano, 1986)
- Puccini in casa Puccini (Lucca, Akademos, 1992) - ISBN 88-7096-076-5
- Il Pianto, e il Riso delle Quattro Stagioni dell'Anno - La morte, esaltazione, e Coronazione di Maria sempre Vergine Assunta in Cielo, Oratorio a 4 voci; Poesia e (Vitelleschi) Musiche di Benedetto Marcello Patrizio Veneto (1731). Revisione elaborazione di Remo Giazotto (RAI 1976). Spartito riprodotto. Rai, Catalogo Servizio Archivi Musicali, Oratori, 175.